# Сарпинское сельское муниципальное образование
Сарпинское сельское муниципальное образование — сельское поселение в Кетченеровском районе Калмыкии. Административный центр - посёлок Сарпа.

## География
СМО расположено в восточной части Кетченеровского района в пределах Сарпинской низменности. Климат резко континентальный – лето жаркое и очень сухое, зима малоснежная, иногда с большими холодами.
Спаинское СМО граничит на западе с Алцынхутинским и Чкаловским СМО Кетченеровского района, на севере - с Хошеутовским СМО Октябрьского района, на востоке - с Юстинским СМО Юстинского района, на юге - с Привольненским и Чилгирским СМО Яшкульского района.

## Население
| 2002 | 2010 | 2011 | 2012 | 2013 | 2014 | 2015 |
| ---- | ---- | ---- | ---- | ---- | ---- | ---- |
| 742  | ↗751 | ↘749 | ↘715 | ↘692 | ↘662 | ↗668 |
| 2016 | 2017 | 2018 | 2019 | 2020 | 2021 |      |
| ↗670 | ↘653 | ↘642 | ↘633 | ↘611 | ↘521 |      |

Население СМО (на 01.01.2012 г.) составляет 715 человек. В посёлке Сарпа проживает свыше 70 % населения СМО. Плотность населения в СМО составляет 0,46 чел./км². Из общего количества населения – 0,71 тыс. чел., население моложе трудоспособного возраста составляет 0,15 тыс. чел., (20,9 %), в трудоспособном возрасте – 0,42 тыс. чел. (60,0 %), старше трудоспособного возраста – 0,13 тыс. чел. (19,0 %). Соотношение мужчин и женщин составляет, соответственно, 52,0 % и 48,0 % (преобладает мужское население). Национальный состав: калмыки – около 85,0 %, русские – около 10,0 %, другие национальности – около 5,0 %.

## Состав сельского поселения
| № | Населённый пункт | Тип населённого пункта          | Население |
| - | ---------------- | ------------------------------- | --------- |
| 1 | Алтн-Булг        | посёлок                         | ↗44       |
| 2 | Сарпа            | посёлок, административный центр | ↘518      |
| 3 | Шорв             | посёлок                         | ↘120      |
| 4 | Шорвин Кец       | посёлок                         | ↘33       |

## Экономика
Основной отраслью экономики поселения является сельское хозяйство. На территории СМО расположено сельскохозяйственное предприятие ГУП «Сарпа», также сельскохозяйственное производство со специализацией на животноводстве (преимущественно) и растениеводстве в СМО ведут (по состоянию на 2012 год) 20 КФХ и 198 ЛПХ.